# スナイダー・村上彗星
スナイダー・村上彗星（スナイダー・むらかみすいせい、英語: Comet Snyder-Murakami、仮符号:C/2002 E2）は、2002年に出現した双曲線軌道の非周期彗星。

## 発見
2002年3月11日早朝（現地時間）、アメリカ・アリゾナ州のアマチュア天文家ダグラス・スナイダー(Douglas Snyder)は、アメリカ合衆国アリゾナ州・パロミナスの私設観測所で彗星捜索中に、わし座の中に星雲星団カタログにない微かな光斑を認めた。30分間の観測中にその天体が北に移動することを確認し、新彗星として国際天文学連合に報告した。口径50cm・f/5.0ドブソニアン望遠鏡による眼視発見で、13等級・コマ直径4分角と報告した。
スナイダーの発見から7時間後、新潟県のアマチュア天文家村上茂樹も12日4時（JST）彗星捜索中に彗星状天体を発見した。46cm自作ドブソニアン望遠鏡68倍による眼視発見で、11等級視直径3分角で北東に移動していることを確認した。星雲星団や既知の彗星でないことを確認した後、中野主一（天文電報中央局・小惑星センターアソシエイツ）と国立天文台にFAXと留守電で報告後、さらに天文電報中央局にeメールで（英文で）直接報告した。
新彗星は、村上の中央局への報告の2時間後には各地で確認され、新彗星「2002 E2」として公表され、13日に、初期放物線軌道と共に「スナイダー・村上彗星」の命名が公表された。

### 発見時の話題
スナイダーは、退職後にカリフォルニアから星のよく見えるアリゾナへ移住し、彗星捜索を開始してから70時間後の発見。アメリカでの彗星の眼視発見は4年ぶりであった。
村上は1996年に捜索を再開してから180時間での発見。2月1日に発見された池谷・張彗星に刺激を受け、46cmドブソニアン望遠鏡での捜索を開始し、3夜目での発見であった。

## 出現
発見後はわし座で10等級で観測された。発見時は既に近日点を通過した後で、4月までは10等級を保ち、天の川に添ってこと座、はくちょう座へ移動した。5月にりゅう座へ移動し、減光していった。視直径が大きく、拡散していた。